# Laurent Augustin Pelletier de Chambure
Pour les articles homonymes, voir Pelletier (homonymie) et Chambure.
 (mars 2019).
Si vous disposez d'ouvrages ou d'articles de référence ou si vous connaissez des sites web de qualité traitant du thème abordé ici, merci de compléter l'article en donnant les références utiles à sa vérifiabilité et en les liant à la section « Notes et références ».
Laurent Augustin Pelletier de Chambure est un militaire français, né le 30 mars 1789 à Vitteaux (Côte-d'Or) et décédé du choléra le 11 juillet 1832 à Paris.

## Historique familial
Laurent Augustin Pelletier de Chambure est né dans une famille d'ancienne bourgeoisie originaire de Bourgogne, issue de :
- Hughes Pelletier de Chambure (1525-1602), recteur de l'école d'Autun, (Saône-et-Loire).
- Edme Pelletier de Chambure (1563-1636), était notaire à Montsauche, (Côte-d'Or).
- Mathurin Pelletier de Chambure (1623-1692), était conseiller du roi, contrôleur du grenier à sel de Saulieu.
- Jacques Léger Pelletier de Chambure (1659-1701), était conseiller du roi au bailliage de Saulieu.
- Hughes Pelletier de Chambure (1690-1771), était procureur du roi au bailliage de Saulieu.
- Pierre Hughes Pelletier de Chambure (1757-1794), sous-directeur des subsistances militaires d'Arras, est condamné à mort , le 16 avril 1794 au tribunal révolutionnaire de Paris, par Fouquier-Tinville, pour avoir remis en 1793, au prince de Condé, un message du roi Louis XVI. Il a été guillotiné le même jour sur la place de la Révolution.

## Biographie

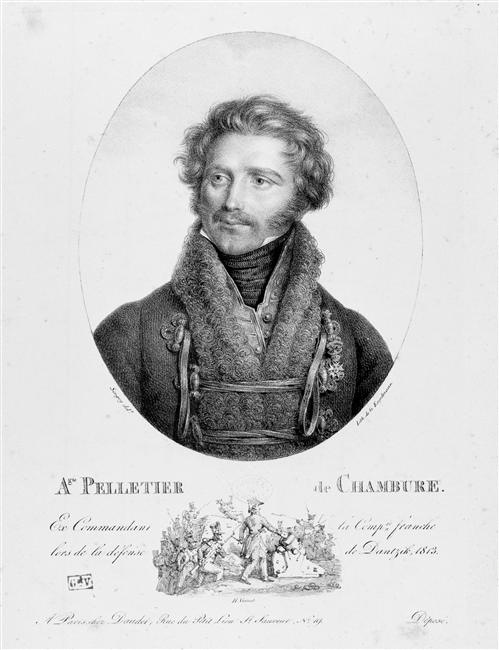

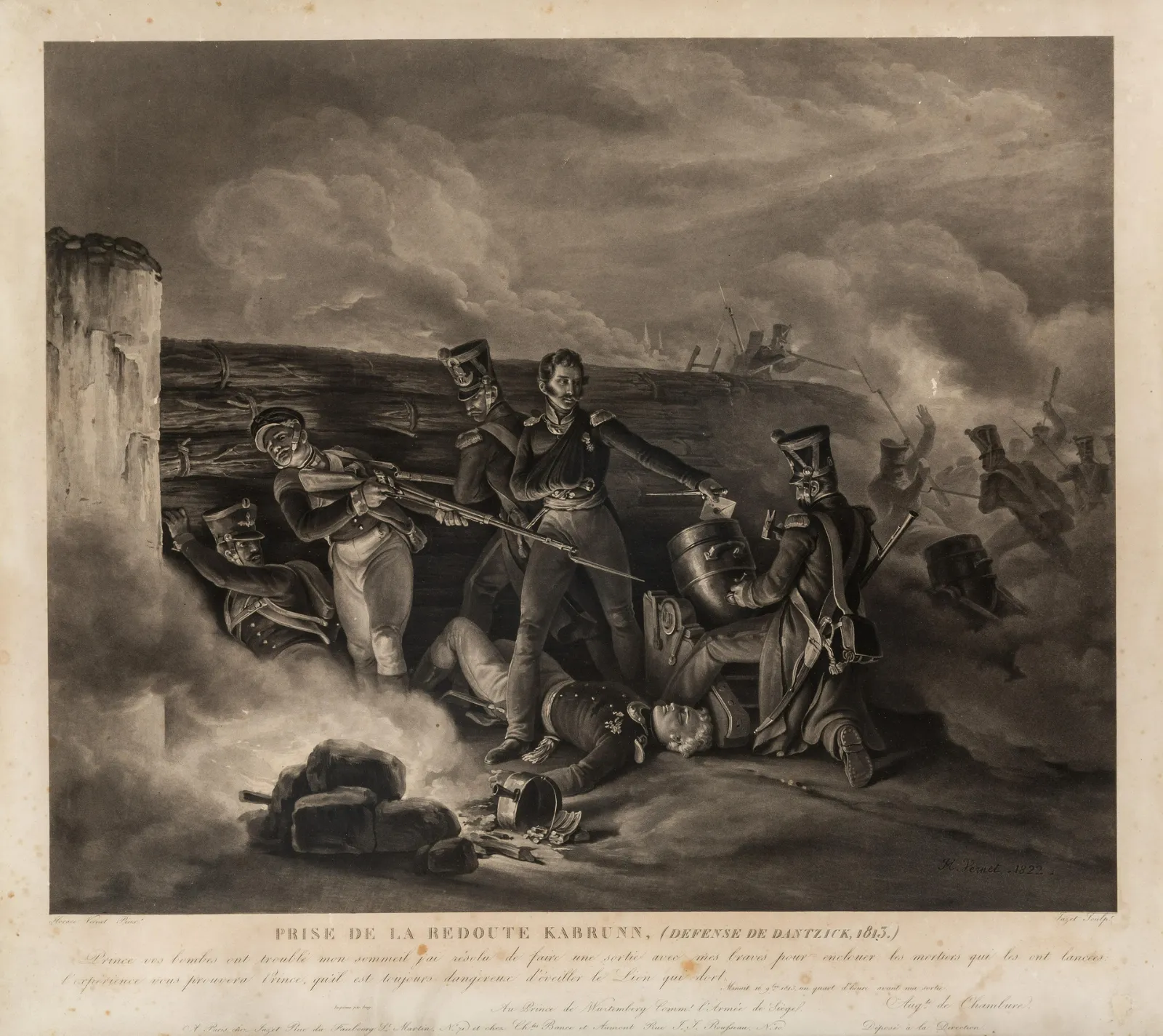
Vernet, Prise de la redoute de Kabrun.

Laurent Augustin Pelletier de Chambure est le fils de Pierre Hughes Pelletier de Chambure (1757-1794). Il a participé aux campagnes napoléoniennes de Prusse, de Pologne et d'Espagne. Il s'illustre en 1812 au siège de Ciudad Rodrigo en menant une audacieuse sortie à la tête de 300 hommes contre un ennemi très supérieur en nombre. Blessé au cours de l'engagement, il réussit à gagner Salamanque avec une centaine de survivants.
En 1813 au siège de Dantzig, il réunit les soldats les plus intrépides de toutes les unités dans une compagnie franche, surnommée l'Infernale, avec laquelle il mène des coups de main derrière les lignes ennemies, et laisse même une lettre expliquant ses intentions dans le mortier d'une position qui bombardait la ville. Cette scène inspirera la peinture d'Horace Vernet, Prise de la redoute de Kabrun. Il est fait prisonnier lors de la capitulation de la ville et ne rentre en France qu'en 1815.
Lors des Cent-Jours, il prend la tête d'un corps franc de voltigeurs de la Côte-d'Or. Après la défaite de Napoléon, il est condamné à mort et s'exile à Bruxelles pendant 3 ans puis choisit de se constituer prisonnier et obtient son acquittement. Il sort de sa retraite en 1830 lors de la Révolution de Juillet quand le maréchal Soult le nomme colonel d'état-major et en fait son premier officier d'ordonnance. 
Il meurt du choléra en 1832. Il est inhumé au cimetière du Père-Lachaise.

## Décorations

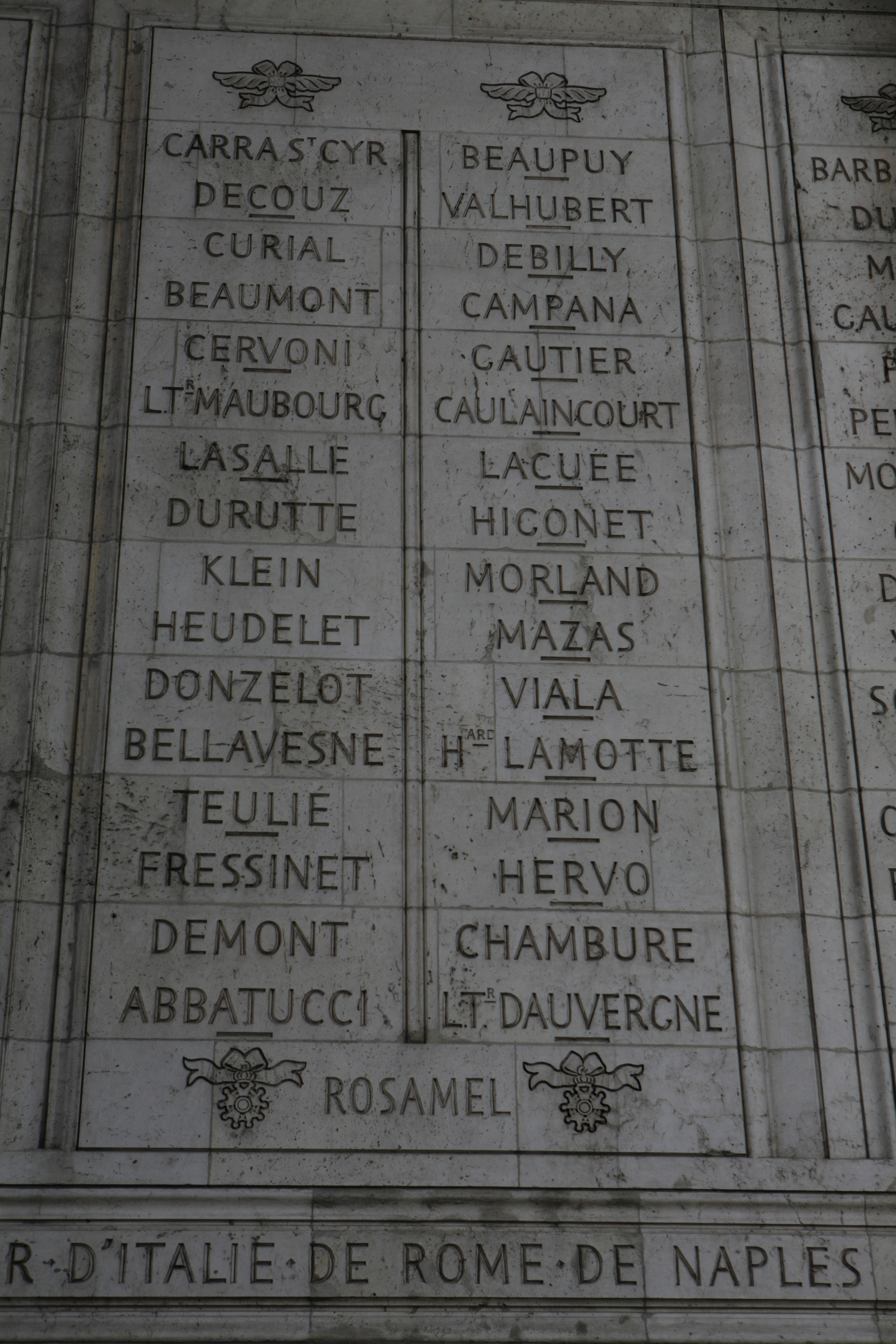
Noms gravés sous l'arc de triomphe de l'Étoile : pilier Est, 17e et.

- Officier de la Légion d'honneur
- Officier de l'Ordre royal d'Espagne
- Officier de l'Ordre de la Couronne de Westphalie